# Ilha do Cabo Bretão
A Ilha do Cabo Bretão (em inglês:  Cape Breton Island) é uma ilha que faz parte da província canadense de Nova Escócia. Tem 10 311 km² de área, e cerca de 135 974 habitantes. Notável por ser, juntamente com a Patagônia, a ter uma minoria considerável de falantes de uma língua gaélica fora da Europa.